# 大沢基明 (侍従)
大沢 基明（おおさわ もとあきら）は、江戸時代前期の高家旗本。通称は友之助、主水。官位は播磨守、従五位下・侍従。

## 略歴
寛文8年（1668年）に大沢尚親の子として誕生した。
天和2年（1682年）7月に遺領を継ぎ寄合に列した。
元禄2年（1689年）閏正月に奥高家となり２月に従五位下侍従兼播磨守に叙任された。
元禄2年11月に久能山東照宮、元禄4年（1691年）正月に伊勢神宮に奥高家として代参した。
元禄4年（1691年）10月に24歳で早世した。

## 系譜
- 父：大沢尚親
- 母：津田某の娘
- 妻：本庄宗資娘
  - 長男：大沢基実
  - 次男：大沢基隆 - 大沢基恒（本家）養子
  - 三男：近藤昔用